# Walcher van Luik
Walcher van Luik (Engels: William Walcher) (overleden Gateshead, 14 mei 1080) was van 1071 tot aan zijn dood de bisschop van Durham. Door Willem de Veroveraar na de Harrying of the North aangesteld, was hij als Luikenaar de eerste niet-Engelsman die bisschop van Durham werd. In 1080 werd hij vermoord. Dit was voor Willem de Veroveraar aanleiding om opnieuw een leger naar Northumbrië te sturen met als doel de plaatselijke bevolking zodanig te teisteren, dat zij de Normandische heerschappij zouden accepteren.